# Antoine Chappey
Pour les articles homonymes, voir Chappey.
Antoine Chappey, né le 29 juin 1960 à Paris 8e, est un acteur français .

## Biographie
Antoine Chappey est né le 29 juin 1960 à Paris 8e.

### Vie privée
Il est le compagnon de l'actrice et réalisatrice Marilyne Canto, avec qui il a eu un fils : Louis né en 1998.

## Carrière
Il joue un pervers inquiétant face à Margot Abascal dans Le Rocher d'Acapulco et le frère en conflit avec Benoît Magimel dans Selon Matthieu.
Marilyne Canto interprète précisément sa compagne dans la comédie Le Prochain Film (2013) de René Féret. Il interprète l'amant du personnage incarné par Marilyne Canto dans le premier long métrage Le Sens de l'humour qu'elle réalise en 2014.

## Filmographie

### Cinéma

#### Longs métrages
- 1989 : Mona et moi de Patrick Grandperret : Ricky
- 1991 : Riens du tout de Cédric Klapisch : François
- 1992 : De force avec d'autres de Simon Reggiani : Antoine
- 1993 : La Nage indienne de Xavier Durringer : Loockeed
- 1993 : Les gens normaux n'ont rien d'exceptionnel de Laurence Ferreira Barbosa :
- 1993 : J'ai pas sommeil de Claire Denis : L'acheteur de voiture
- 1993 : Le Péril jeune de Cédric Klapisch : Un squatteur
- 1993 : Personne ne m'aime de Marion Vernoux : Pierre
- 1995 : Le Rocher d'Acapulco de Laurent Tuel : Gérald
- 1996 : Chacun cherche son chat de Cédric Klapisch : Le mec bourré
- 1996 : Caméléone de Benoît Cohen : Luc
- 1996 : Pour rire ! de Lucas Belvaux : Gaspard
- 1996 : Un air de famille de Cédric Klapisch : Le voisin de la cité
- 1998 : Lila Lili de Marie Vermillard : Claude
- 1999 : Le Bleu des villes de Stéphane Brizé : Patrick Rouault
- 1999 : La Lettre de Manoel de Oliveira : Monsieur de Clèves
- 2000 : Selon Matthieu de Xavier Beauvois : Eric
- 2000 : Banqueroute d'Antoine Desrosières : Julien McEnroe
- 2000 : Je rentre à la maison de Manoel de Oliveira :
- 2001 : Imago de Marie Vermillard : Gaby
- 2002 : Les jours où je n'existe pas de Jean-Charles Fitoussi : Antoine Martin
- 2003 : 5×2 de François Ozon : Christophe Ferrond
- 2004 : Je suis un assassin de Thomas Vincent : Capitaine Stéfanini
- 2004 : Cache-Cache d'Yves Caumon : Frédéric
- 2004 : À ce soir de Laure Duthilleul : José
- 2004 : La Maison du bonheur de Dany Boon : Alexis Boulin
- 2005 : Le Petit Lieutenant de Xavier Beauvois : Mallet
- 2005 : Indigènes de Rachid Bouchareb : Le colonel
- 2006 : Mauvaise Foi de Roschdy Zem : Fredo
- 2008 : L'Empreinte de Safy Nebbou : Antoine
- 2008 : Les Inséparables de Christine Dory : Lierac
- 2009 : La Guerre des miss de Patrice Leconte : Gérard
- 2011 : Poupoupidou de Gérald Hustache-Mathieu : Bernard-Olivier Burdeau
- 2011 : En ville de Valérie Mréjen et Bertrand Schefer : L'homme du bar de nuit
- 2012 : Pauline détective de Marc Fitoussi : Wilfried Fayard
- 2012 : Main dans la main de Valérie Donzelli : Le nouveau ministre de la Culture
- 2013 : Le Prochain Film de René Féret : Louis Gravet
- 2014 : Le Sens de l'humour de Marilyne Canto : Paul
- 2015 : Les Cowboys de Thomas Bidegain : Charles
- 2015 : Le Grand Jeu de Nicolas Pariser : Copeau
- 2016 : Fui Banquero de Patrick et Émilie Grandperret : Marc
- 2016 : La Forêt de Quinconces de Grégoire Leprince-Ringuet : Bruno
- 2017 : Nos patriotes de Gabriel Le Bomin : Hubert Valdenaire
- 2017 : Le Sens de la fête d'Olivier Nakache et Éric Toledano : Henri
- 2019 : Les Vétos de Julie Manoukian : Philippe
- 2019 : Lune de miel d'Élise Otzenberger : L'oncle Philippe
- 2019 : Vif-Argent de Stéphane Batut : Le père
- 2021 : Ils sont vivants de Jérémie Elkaïm : Joe
- 2022 : Simone, le voyage du siècle de Olivier Dahan : Jean-Émile Jeannesson
- 2023 : La Voie royale de Frédéric Mermoud : Gérard Vasseur
- 2023 : Ma France à moi de Benoît Cohen : Le voisin
- 2025 : Par amour d'Elise Otzenberger : Le psy

#### Courts métrages
- 1991 : Le Bateau de Lu de Christine Citti
- 1994 : Quelqu'un de Marie Vermillard : Le client
- 1994 : Les Ailes du plaisirs de Benoît Cohen : L'homme
- 1995 : Dans un grand lit carré de Michel Toesca : Olivier
- 1995 : Un certain goût d'herbe fraîche de Fabienne Godet
- 1995 : Cinq à sec de Jacky Katu
- 1995 : Never twice de Vincent Ravalec
- 1996 : Le Dur métier de policier de Vincent Ravalec : Un policier
- 1997 : Eau douce de Marie Vermillard
- 1998 : Le Jour de Noël de Thierry Jousse
- 1999 : La Tentation de l'innocence de Fabienne Godet : Durrieux
- 2001 : Le Dîner de Frédéric Krivine : David
- 2005 : Fais de beaux rêves de Marilyne Canto : L'homme
- 2006 : Progéniture de Marie Garel-Weiss : Le voisin
- 2006 : Maël fume de François Brunet : Dr Phoebus
- 2008 : Travail fantôme d'Olivier Prieur : Yann Mordret
- 2012 : Vacances de Fréderic Doll : Le père
- 2017 : Le fils de quelqu'un de Grégory Robin : Damien
- 2018 : Le bout de la piste de Sophie Thouvenin : Loïc
- 2019 : Angèle à la casse de Matthieu Chatellier et Daniela de Felice : Charles

### Télévision

#### Séries télévisées
- 2002 : Vertiges : Philippe
- 2002 : Avocats et Associés : Stéphane Véron
- 2003 : Le Grand Patron : Philippe Balester
- 2004 : Le Camarguais : Tony
- 2007 : Les Jurés : Maurice
- 2007 : Sécurité intérieure : Damien Durieu
- 2008 : Cellule Identité : Roméo Kaminski
- 2009 : Suite noire : Richard
- 2010 : Maison close : Charles Blondin
- 2010 : Enquêtes réservées : Cochet
- 2011 : Un flic : François
- 2014 : Détectives : Thierry Dublin
- 2015 : Mongeville : Docteur Frémont
- 2015 : La Vie devant elles : Lambert
- 2016 : Nicolas Le Floch : Monsieur de Mazicourt
- 2018 : Section de recherches : Rémo Anelli
- 2020 : Police de caractères : Le commissaire
- 2022 : La Stagiaire : Pierre-Louis Jonquières
- 2022 : En thérapie : Un patient
- 2023 : Les siffleurs : Patrick Mastelloto
- 2023 - 2024 : Les Gouttes de Dieu : Talion

#### Téléfilms
- 1994 : US Go Home de Claire Denis : L'autostoppeur
- 1995 : Terrain glissant de Joyce Buñuel : Jean-Claude
- 1996 : Une femme explosive de Jacques Deray : L'inspecteur
- 1997 : Inca de Oro de Patrick Grandperret : Max
- 1999 : La Femme de plume de Chantal Picault : Romain Marenas
- 2001 : Campagnes d'Olivier Langlois : Éric
- 2007 : La vie sera belle d'Edwin Baily : Père Artaud
- 2007 : Ravages de Christophe Lamotte : Benoît
- 2008 : Inéluctable de François Luciani : L'ingénieur
- 2011 : E-Love d'Anne Villacèque : Alex
- 2012 : Les Pirogues des hautes terres d'Olivier Langlois : Albert Hauterive
- 2014 : Au nom des fils de Christian Faure : Abbé Vialard
- 2015 : Contre-enquête d'Henri Helman : Vincent[2]
- 2016 : Diabolique de Gabriel Aghion : François-Henri de Lassay
- 2017 : Le Secret de l'abbaye d'Alfred Lot : Dom Francis
- 2018 : Meurtres en Cornouaille de Franck Mancuso : Dr Drouin
- 2019 : Huguette d'Antoine Garceau : Le principal[2]
- 2024 : Mère indigne d'Anne-Élisabeth Blateau et Romain Fisson Edeline : Jacques
- 2024 : Le Chant des sirènes de Jean-Marc Thérin : Michel